# 2762 Фавлер
2762 Фавлер (2762 Fowler) — астероїд головного поясу, відкритий 14 січня 1981 року.
Тіссеранів параметр щодо Юпітера — 3,551.